# 도윤걸
도윤걸은 대한민국의 성인가요 가수이다.

## 학력
- 관동대학교 교육대학원 음악교육 석사

## 음반
- 2015년 나의 꿈 / 회상
- 2016년 좋아 죽겠다
- 2016년 좋아 죽겠다 (Electro Mix)
- 2017년 트로트 인기애창가요 히트송 메들리 1, 2
- 2017년 최신곡 트로트 인기 성인가요 노래방 애창곡 히트송1
- 2017년 트로트 최신 인기 대중가요 애창곡 히트송1
- 2018년 천상연
- 2018년 너뿐이니까
- 2020년 고운두손
- 2020년 좋아죽겠다 (new trot.ver)